# Виведення Римських військ з Дакії

### Передумови та причини відступу
Римська Дакія, провінція, заснована імператором Траяном у 106 році н.е. на території сучасної Румунії, зіткнулася зі значними проблемами в період кризи III століття. Цей період був позначений військовою анархією, частими варварськими вторгненнями та серйозними економічними потрясіннями, зокрема гіперінфляцією, що дестабілізувала Римську імперію в період з 235 по 284 роки н.е. Проблеми імперії відчувалися також на дунайському кордоні, і Дакія стала все більш ізольованою та важко обороноздатною.

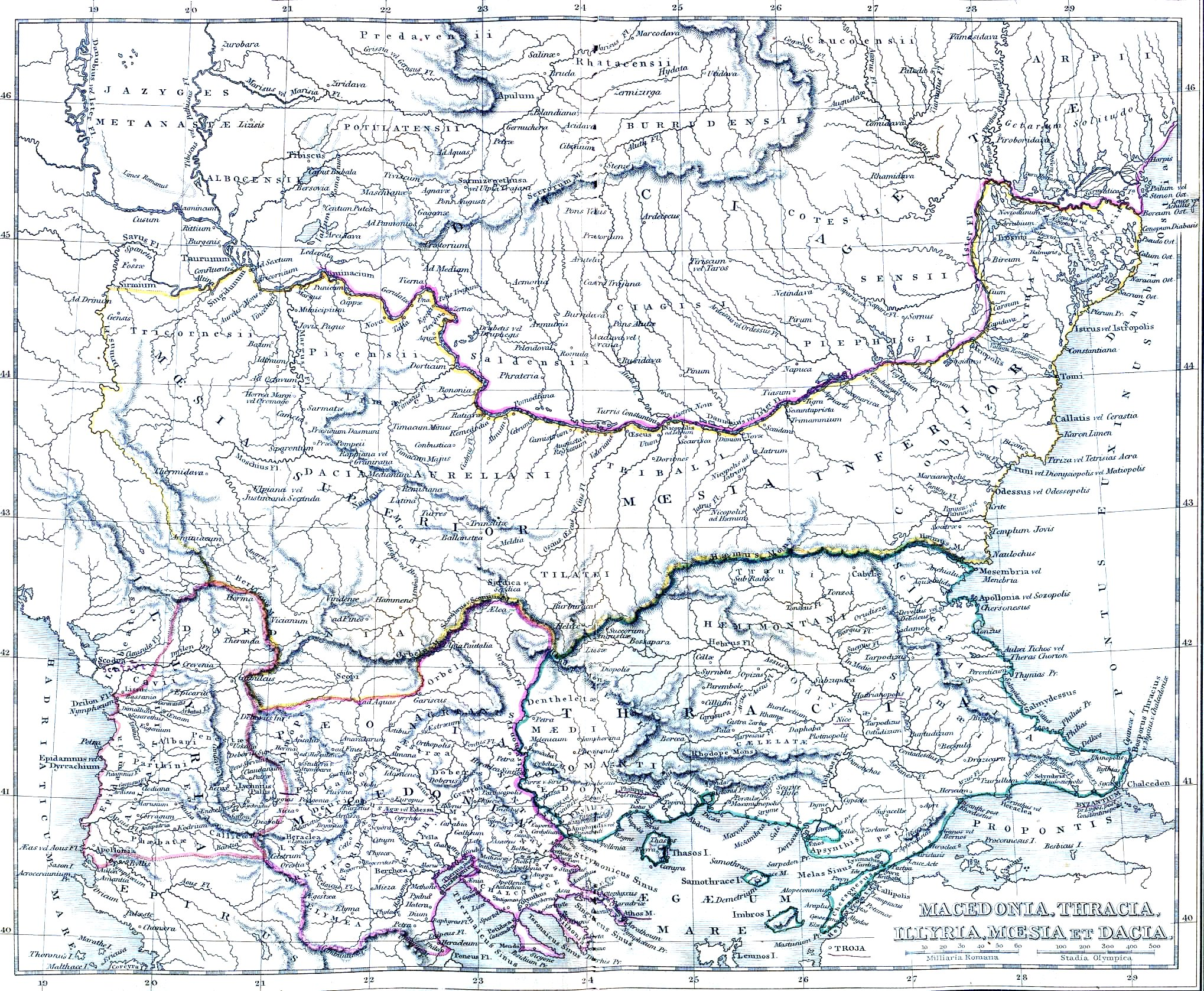
Історична карта, показує римські провінції Дакію, Мезію, Іллірію, Фракію і Македонію з річками, племенами та містами античного Балканського регіону.

Під кінець 260-х років римський контроль над Дакією фактично розпався, а під час правління імператора Галлієна (253–268) провінція була втрачена ще до її формального залишення. Врешті-решт, імператор Авреліан (270–275) вирішив вивести римські війська з Дакії, що стало частиною стратегії з консолідації імперії, спричиненої сукупністю військових, політичних та економічних факторів:
1. Військовий тиск: Часті напади варварських племен, зокрема вільних даків, карпів, готів, сарматів та інших, робили Дакію важко обороноздатною. Провінція була оточена ворожими землями, що вимагало великого гарнізону, на утримання якого імперія не могла собі дозволити витратити ресурси через численні внутрішні кризи.[1]
2. Політичні міркування: Римська імперія переживала внутрішні потрясіння, внаслідок чого була частково поділена на Галльську імперію на заході та Пальмірську імперію на сході. Авреліан, бажаючи відновити єдність імперії, вирішив відмовитися від Дакії, щоб зберегти стабільність та відновити контроль над іншими важливими територіями.
3. Економічні чинники: Продовжені війни знищили економічну цінність Дакії. Постійні варварські набіги спустошили місцеву економіку, а витрати на її оборону значно перевищували вигоди від її утримання. Імперія була вимушена скоротити витрати, зокрема, на захист провінцій, які вже не приносили значних доходів.

### Процес евакуації (271–275 рр. н.е.)
Відхід римлян із Дакії був здійснений не раптово, а через керовану евакуацію. Наприкінці весни 271 року імператор Авреліан почав стабілізацію кордону на річці Дунай. В результаті цього, римські війська, цивільна адміністрація та частина населення Дакії були переведені на південний берег Дунаю, в нову провінцію.
Два легіони, що були дислоковані в Дакії (Legio V Macedonica і Legio XIII Gemina), були передислоковані на південь разом з цивільними римлянами. Авреліан забезпечив, щоб евакуація була безпечною, зокрема, перемігши готів у Мезії, що дозволило захистити відступаючих римлян. Процес евакуації завершився до 275 року н.е., і Рим офіційно відмовився від Дакії Траяна.

### Дакія Авреліана: нова провінція на південь від Дунаю
Після евакуації Дакії Траяна, Авреліан створив нову провінцію, Дакія Авреліана, на південному березі Дунаю, на території сучасної північно-західної Болгарії та східної Сербії. В новій провінції було організовано поселення римських біженців і військових, що забезпечило збереження латинської культури та адміністрації на нових землях.

### Наслідки для Римської імперії
Залишення Дакії дозволило зміцнити оборону імперії, скоротивши довжину кордону, що потребував охорони. Після евакуації Рим зміг зосередити ресурси на відновленні стабільності в інших регіонах, зокрема у Пальмірі та Галлії. Проте довгострокові наслідки залишення Дакії полягали у втраті доступу до багатих копалень і сільськогосподарських угідь, що позначилось на економічному становищі імперії.

### Наслідки для території Дакії
Після відходу римлян, Дакія потрапила під вплив різних варварських народів, зокрема готів, гунів, аварів і слов’ян, які змінювали політичний ландшафт регіону. Римські міста і форти були зруйновані або покинуті, а територія Дакії стала буферною зоною для варварських нападів.

### Доля романізованого дакійського населення
Доля романізованого населення Дакії після відходу римлян стала предметом наукових дебатів. Є дві основні теорії:
1. Дако-римська теорія безперервності: Ця теорія стверджує, що значна частина романізованих дакійців залишилася в регіоні, зберігши латинську мову та культуру, що сприяло етногенезу румунського народу.
2. Міграційна теорія: За цією теорією, романізоване населення було значною мірою евакуйоване, і румунський народ сформувався на основі латиномовних іммігрантів з півдня Дунаю, які переселилися на північ після варварських нашесть.

Дебати між цими теоріями продовжуються, але більшість сучасних вчених вважають, що реальність може містити елементи обох підходів.